# 林口县
林口县位于黑龙江省东南部、牡丹江流域，是牡丹江市下辖的一个县。处于老爷岭和完达山的交接之处，“林”指的是山林茂密，“口”指的是两山相交之处。
面积6694平方公里（除去并入牡丹江市区的五林镇），縣人民政府駐林口鎮。

## 行政区划
林口县下辖11个镇：
林口镇、古城镇、刁翎镇、朱家镇、柳树镇、三道通镇、龙爪镇、莲花镇、青山镇、建堂镇、奎山镇和林口林业局。

## 人口
根據第七次人口普查數據，截至2020年11月1日零時，林口縣常住人口為238193人。

## 交通
- 201国道过境。